# Faces (2 Unlimited-dal)
A Faces című dal a holland 2 Unlimited duó harmadik kislemeze a No Limits című albumról. 1993 augusztusában jelent meg, a duó hetedik kislemezeként.
A Faces című dal albumon szereplő változata az Album verzió rádiós változata. Az Egyesült Királyságbeli kiadásban Ray rapszövegét ismét mellőzték, úgy mint a Tribal Dance esetében, viszont a többi éneket a dalban hagyták.
A dal sok európai országban slágerlistás helyezést ért el, a holland kislemezlista 2. helyéig jutott. Az Egyesült Királyságban, Belgiumban és Spanyolországban Top 10-es helyezést ért el.

## Megjelenések
CD Maxi  Svédország Byte Records – 181.295-3
1. Faces (Edit) 3:35
2. Faces (Extended) 5:59
3. Faces (X-Out Remix) 5:19 Remix – Andy Janssens, X-Out
4. Faces (Trance-Aumatic Remix) 5:24 Remix – DJ Automatic, Otto van den Toorn
5. Faces (Automatic Breakbeat Remix) 5:33 Remix – DJ Automatic, Otto van den Toorn
6. Faces (Original Version) 3:50

## Slágerlista
| Chart (1993)                                 | Peak position |
| -------------------------------------------- | ------------- |
| Australia (ARIA)                             | 54            |
| Austria (Ö3 Austria Top 40)                  | 10            |
| Belgium (Ultratop 50 Flanders)               | 3             |
| Finland (Suomen virallinen lista)            | 5             |
| France (SNEP)                                | 16            |
| Germany (Media Control Charts)               | 8             |
| Ireland (IRMA)                               | 7             |
| Italy (FIMI)                                 | 17            |
| MTV Europe                                   | 4             |
| Netherlands (Dutch Top 40)                   | 2             |
| Spain (AFYVE)                                | 4             |
| Sweden (Sverigetopplistan)                   | 11            |
| Switzerland (Schweizer Hitparade)            | 19            |
| United Kingdom (The Official Charts Company) | 8             |
|                                              |               |

| Év végi slágerlista(1993) | Helyezés |
| ------------------------- | -------- |
| Italy (FIMI)              | 73       |
| Dutch Top 40              | 35       |